# 하야사카 유
하야사카 유(일본어: 早坂 優, 1984년 2월 15일 ~ )는 일본의 여자 축구 선수이다.

## 구단 경력
나데시코 리그의 다사키 페룰레 FC, 도쿄 전력 마리제에서 활동했다.

## 국가대표팀 경력
그녀는 2002년 FIFA U-19 세계 여자 축구 선수권 대회에 참가할 일본 U-19 국가대표팀에 발탁되었으며, 3경기에 출전했다.